# Tekella bisetosa
Tekella bisetosa is een spinnensoort in de taxonomische indeling van de Cyatholipidae.
Het dier behoort tot het geslacht Tekella. De wetenschappelijke naam van de soort werd voor het eerst geldig gepubliceerd in 1988 door Raymond Robert Forster.